# Licia Troisi

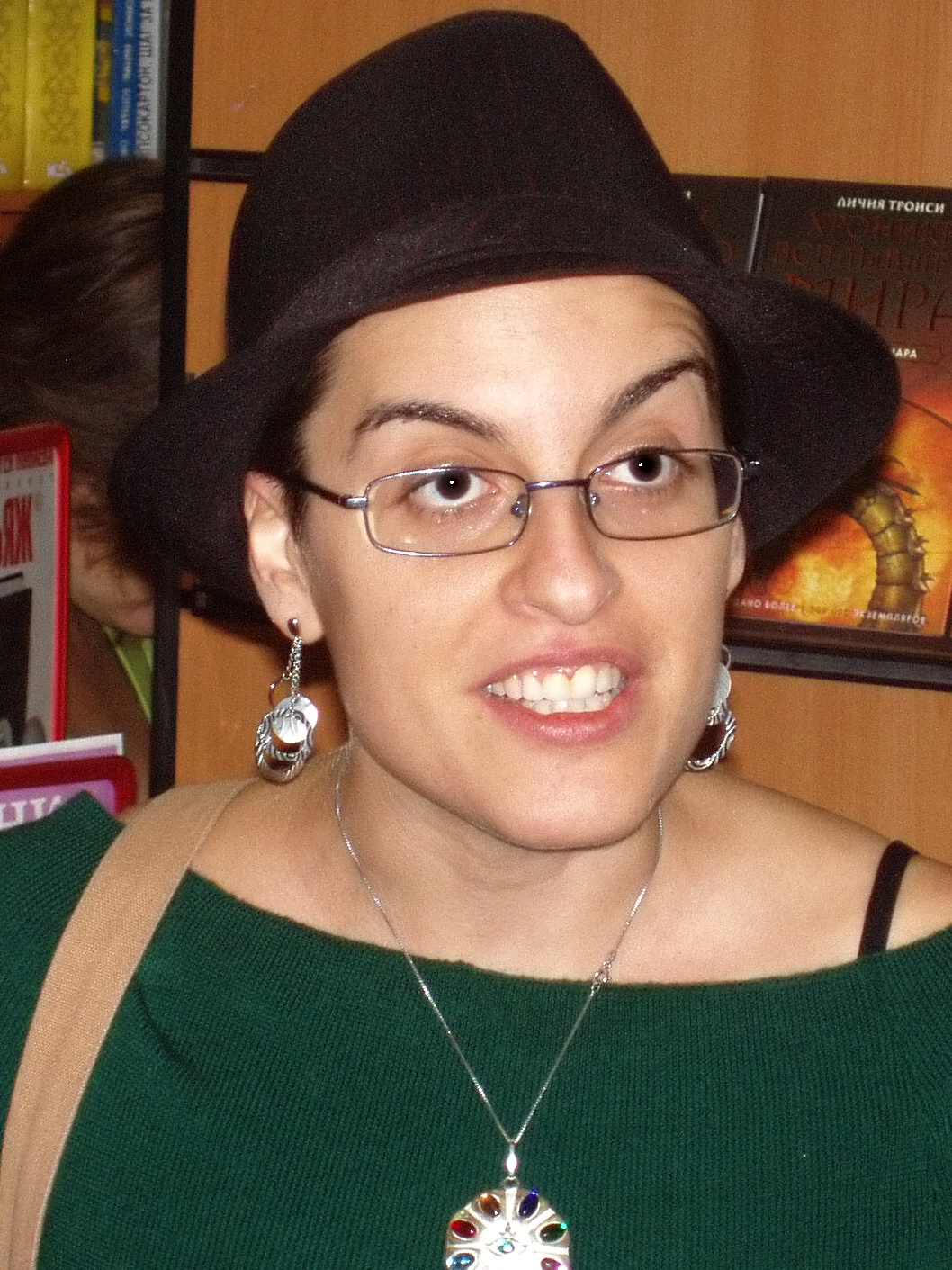
Licia Troisi in 2008

Licia Troisi (Rome, 25 november 1980) is een Italiaanse fantasyschrijfster. 
Licia Troisi is vooral bekend van haar drie saga's over de Verrezen Wereld, die elk uit drie boeken bestaan. In totaal zijn er negen leesboeken over de Verrezen Wereld, één verschenen "in beeld"-boek (en één die nog moet verschijnen in het Nederlands), en meerdere graphic novels die enkel in het Italiaans zijn verschenen. Ze heeft ook bekendheid verworven met de vijfdelige reeks over het Drakenmeisje. Verder is ze in 2011 begonnen aan een nieuwe reeks, I Regni di Nashira die (nog) niet vertaald is.
Troisi werkt momenteel in Rome in het Italiaanse Ruimteagentschap. Ze studeerde af aan de Universiteit van Rome en verkocht van haar boeken al meer dan 900.000 exemplaren in Italië alleen al. Dat maakt van haar de meest succesvolle fantasyschrijfster van Italië.

### Saga Van De Verrezen Wereld
Deze bundel verhalen bestaat uit verschillende reeksen, respectievelijk De Kronieken Van De Verrezen Wereld, De Oorlogen Van De Verrezen Wereld en De Legenden Van De Verrezen Wereld. De drie reeksen spelen zich af over een periode van negentig jaar: tussen de eerste twee zit veertig jaar verschil tussen en tussen de laatste twee vijftig jaar. Dit maakt dat in de verschillende series ook personages terug te zien zijn (Kronieken en Oorlogen: Yeshol, Aster, Sennar, Ido en Dohor. Bij de Oorlogen en Legenden: Dubhe, Learco, Theana, San).

#### De Kronieken Van De Verrezen Wereld
De Kronieken is de eerste trilogie van de Saga. Hier de lijst:
1. Nihal Uit Windland (Nihal Della Terra Del Vento).
2. De Missie Van Sennar (La Missione Di Sennar).
3. De Amulet Van De Macht (Il Talismano Del Potere).

De Kronieken gaan over Aster, de Tiran, die de Verrezen Wereld wil onderwerpen met o.a. de hulp van Yeshol en zijn ridders van de Zwarte Draak. Maar Nihal, de laatste halfelf in de verrezen wereld, Sennar, Ido en nog heel wat anderen willen dat voorkomen. Nihal heeft een leven vol vragen totdat ze bij Reis, een oude magiër, langsgaat. Reis vertelt haar over haar lot, om de verrezen wereld te redden.

#### De Oorlogen Van De Verrezen Wereld
De Oorlogen is de tweede serie in de Saga en bestaat ook uit drie boeken. Hoewel deze boeken zich later afspelen en zijn geschreven na de Kronieken, zijn zij toch als eerste vertaald. De lijst van de serie:
1. Het Moordenaarsgilde (La Setta Degli Assassini).
2. De Twee Strijdsters (La Due Guerriere).
3. Het Nieuwe Rijk (Un Nuovo Regno).

Veertig jaar na de strijd tegen de Tiran lijkt het erop dat de vrede is teruggekeerd. Maar Dohor is koning van Zonland, en hij wil de Wereld onderwerpen. Ondertussen heeft Yeshol het beruchte Moordenaarsgilde opgericht, en hij wil de Wereld ook onderwerpen. Nogmaals moeten Ido en Sennar strijden voor de vrijheid, nu samen met een, door het gilde, vervloekt meisje, Dubhe, een jonge magiër, Lonerin, een prins, Learco en vele anderen. Het wordt een zware strijd...

#### Legenden Van De Verrezen Wereld
De Legenden zijn de laatste boeken van de Saga en ook een trilogie. Het laatste boek verscheen in juli 2013 in het Nederlands.
1. Het Lot Van Adhara (Il Destino Di Adhara).
2. Dochter Van Het Bloed (Figlia Del Sangue).
3. De Laatste Helden (Gli Ultimi Eroi).

Het is vijftig jaar geleden sinds Ido, Sennar, Dohor en Yeshol zijn gestorven, Dubhe en Learco, en Lonerin en Theana zijn getrouwd. Nu bedreigt een nieuwe vijand de Verrezen Wereld. Samen met nieuwe helden moeten ze de strijd aangaan tegen het kwaad.

#### Spin-offs
Er zijn ook nog geïllustreerde boeken geschreven/getekend over de wezens van de Verrezen Wereld. In het Italiaans heet dit boek Il Creature Del Mondo Emerso. De Nederlandse vertaling is in het najaar van 2011 onder de naam Kronieken Van De Verrezen Wereld In Beeld uitgegeven door Baeckens Books. Ook De Oorlogen Van De Verrezen Wereld In Beeld wordt verwacht in het Nederlands (in het Italiaans heet dit boek Le Guerre Del Mondo Emerso - Guerrieri E Creature).

### Het Drakenmeisje
Dit is een aparte serie. Het speelt zich niet af in of rondom de Verrezen Wereld en heeft er dan ook niks mee te maken. Het Drakenmeisje is een vijfdelige boekenreeks. Het laatste boek is in het Nederlands verschenen in juli 2013.
1. De Erfenis Van Thuban (L'Eredità Di Thuban).
2. De Boom Van Idhunn (L'Albero Di Idhunn).
3. De Zandloper Van Aldibah (La Clessidra Di Aldibah).
4. De Tweeling Van Kuma (I Gemelli Di Kuma).
5. De Laatste Strijd (L'Ultima Battaglia).

Sofia doet een bijzondere ontdekking: ze is een ver achterkleinkind van een man, die ooit een verbond sloot met een draak. Nu moet ze proberen het onheil tegen te houden dat haar eeuwige vijand probeert aan te richten. Hierbij zal ze vriendschap, haat, liefde, verraad, angst en veel meer leren kennen...

### I Regni Di Nashira
Nog een aparte serie, die Troisi is begonnen in 2011. Het is nog onbekend uit hoeveel delen de reeks zal bestaan en of ze in het Nederlands vertaald zal worden.
1. (Il Sogno Di Talitha).
2. (Le Spade Dei Ribelli).
3. (Il Sacrificio).

### I Dannati Di Malva
Dit boek is een alleenstaand fantasyboek dat niet bij een van de hierboven staande reeksen hoort. Het is niet vertaald.